# Nascar Winston Cup Series 1986
Nascar Winston Cup Series 1986 var den 38:e upplagan av den främsta divisionen av professionell stockcarracing i USA sanktionerad av National Association for Stock Car Auto Racing. 
Säsongen bestod av 29 race och inleddes på Daytona International Speedway med uppvisningsloppen Busch Clash 9 februari och 7-Eleven Twin 125's 13 februari, vilket även var slutkval till den 28:e upplagan av Daytona 500. Säsongen avslutades 16 november på Riverside International Raceway med Winston Western 500. Serien vanns av Dale Earnhardt, vilket var hans andra mästerskapstitel.

## Tävlingskalender
| Nr | Officiellt namn           | Bana                                                        | Datum        |
| -- | ------------------------- | ----------------------------------------------------------- | ------------ |
| U  | Busch Clash               | Daytona International Speedway, Daytona Beach, Florida      | 9 februari   |
| KV | 7-Eleven Twin 125's       | Daytona International Speedway, Daytona Beach, Florida      | 13 februari  |
| 1  | Daytona 500               | Daytona International Speedway, Daytona Beach, Florida      | 16 februari  |
| 2  | Miller High Life 400      | Richmond Fairgrounds Raceway, Richmond, Virginia            | 23 februari  |
| 3  | Goodwrench 500            | North Carolina Motor Speedway, Rockingham, North Carolina   | 2 mars       |
| 4  | Motorcraft 500            | Atlanta International Raceway, Hampton, Georgia             | 16 mars      |
| 5  | Valleydale 500            | Bristol International Raceway, Bristol, Tennessee           | 6 april      |
| 6  | Transouth 500             | Darlington Raceway, Darlington, South Carolina              | 13 april     |
| 7  | First Union 400           | North Wilkesboro Speedway, North Wilkesboro, North Carolina | 20 april     |
| 8  | Sovran Bank 500           | Martinsville Speedway, Ridgeway, Virginia                   | 27 april     |
| 9  | Winston 500               | Alabama International Motor Speedway, Talladega, Alabama    | 4 maj        |
| U  | Atlanta Invitational      | Atlanta International Raceway, Hampton, Georgia             | 11 maj       |
| U  | The Winston               | Atlanta International Raceway, Hampton, Georgia             | 11 maj       |
| 10 | Budweiser 500             | Dover Downs International Speedway, Dover, Delaware         | 18 maj       |
| 11 | Coca-Cola 600             | Charlotte Motor Speedway, Concord, North Carolina           | 25 maj       |
| 12 | Budweiser 400             | Riverside International Raceway, Riverside, Kalifornien     | 1 juni       |
| 13 | Miller High Life 500      | Pocono International Raceway, Long Pond, Pennsylvania       | 8 juni       |
| 14 | Miller American 400       | Michigan International Speedway, Brooklyn, Michigan         | 15 juni      |
| 15 | Firecracker 400           | Daytona International Speedway, Daytona Beach, Florida      | 4 juli       |
| 16 | Summer 500                | Pocono International Raceway, Long Pond, Pennsylvania       | 20 juli      |
| 17 | Talladega 500             | Alabama International Motor Speedway, Talladega, Alabama    | 27 juli      |
| 18 | Budweiser at The Glen     | Watkins Glen International, Watkins Glen, New York          | 10 augusti   |
| 19 | Champion Spark Plug 400   | Michigan International Speedway, Brooklyn, Michigan         | 17 augusti   |
| 20 | Busch 500                 | Bristol International Raceway, Bristol, Tennessee           | 23 augusti   |
| 21 | Southern 500              | Darlington Raceway, Darlington, South Carolina              | 31 augusti   |
| 22 | Wrangler Jeans Indigo 400 | Richmond Fairgrounds Raceway, Richmond, Virginia            | 7 september  |
| 23 | Delaware 500              | Dover Downs International Speedway, Dover, Delaware         | 14 september |
| 24 | Goody's 500               | Martinsville Speedway, Ridgeway, Virginia                   | 21 september |
| 25 | Holly Farms 400           | North Wilkesboro Speedway, North Wilkesboro, North Carolina | 28 september |
| 26 | Oakwood Homes 500         | Charlotte Motor Speedway, Concord, North Carolina           | 5 oktober    |
| 27 | Nationwise 500            | North Carolina Motor Speedway, Rockingham, North Carolina   | 19 oktober   |
| 28 | Atlanta Journal 500       | Atlanta International Raceway, Hampton, Georgia             | 2 november   |
| 29 | Winston Western 500       | Riverside International Raceway, Riverside, Kalifornien     | 16 november  |

## Resultat
| Nr | Tävling                   | Pole position   | Flest ledda varv             | Vinnare          | Team/ bilägare              | Konstruktör | Rapport |
| -- | ------------------------- | --------------- | ---------------------------- | ---------------- | --------------------------- | ----------- | ------- |
| U  | Busch Clash               | Harry Gant      | Dale Earnhardt               | Dale Earnhardt   | Richard Childress Racing    | Chevrolet   | Rapport |
| KV | 7-Eleven 125 1            | Bill Elliott    | i.u.                         | Bill Elliott     | Melling Racing              | Ford        | Rapport |
| KV | 7-Eleven 125 2            | Geoff Bodine    | Dale Earnhardt               | Dale Earnhardt   | Richard Childress Racing    | Chevrolet   | Rapport |
| 1  | Daytona 500               | Bill Elliott    | Geoff Bodine                 | Geoff Bodine     | Hendrick Motorsports        | Chevrolet   | Rapport |
| 2  | Miller High Life 400      | Geoff Bodine    | Dale Earnhardt               | Kyle Petty       | Wood Brothers Racing        | Ford        | Rapport |
| 3  | Goodwrench 500            | Terry Labonte   | Terry Labonte                | Terry Labonte    | Hagan Enterprises           | Oldsmobile  | Rapport |
| 4  | Motorcraft 500            | Dale Earnhardt  | Dale Earnhardt               | Morgan Shepherd  | Race Hill Farm Team         | Buick       | Rapport |
| 5  | Valleydale 500            | Geoff Bodine    | Rusty Wallace                | Rusty Wallace    | Blue Max Racing             | Pontiac     | Rapport |
| 6  | Transouth 500             | Geoff Bodine    | Dale Earnhardt               | Dale Earnhardt   | Richard Childress Racing    | Chevrolet   | Rapport |
| 7  | First Union 400           | Geoff Bodine    | Dale Earnhardt               | Dale Earnhardt   | Richard Childress Racing    | Chevrolet   | Rapport |
| 8  | Sovran Bank 500           | Tim Richmond    | Ricky Rudd                   | Ricky Rudd       | Bud Moore Engineering       | Ford        | Rapport |
| 9  | Winston 500               | Bill Elliott    | Bill Elliott                 | Bobby Allison    | Stavola Brothers Racing     | Buick       | Rapport |
| U  | Atlanta Invitational      | Kyle Petty      | Tim Richmond                 | Benny Parsons    | Jackson Bros. Motorsports   | Oldsmobile  | Rapport |
| U  | The Winston               | Darrell Waltrip | Bill Elliott                 | Bill Elliott     | Melling Racing              | Ford        | Rapport |
| 10 | Budweiser 500             | Ricky Rudd      | Harry Gant                   | Geoff Bodine     | Hendrick Motorsports        | Chevrolet   | Rapport |
| 11 | Coca-Cola 600             | Geoff Bodine    | Cale Yarborough Bill Elliott | Dale Earnhardt   | Richard Childress Racing    | Chevrolet   | Rapport |
| 12 | Budweiser 400             | Darrell Waltrip | Tim Richmond                 | Darrell Waltrip  | Junior Johnson & Associates | Chevrolet   | Rapport |
| 13 | Miller High Life 500      | Geoff Bodine    | Tim Richmond                 | Tim Richmond     | Hendrick Motorsports        | Chevrolet   | Rapport |
| 14 | Miller American 400       | Tim Richmond    | Harry Gant                   | Bill Elliott     | Melling Racing              | Ford        | Rapport |
| 15 | Firecracker 400           | Cale Yarborough | Dale Earnhardt               | Tim Richmond     | Hendrick Motorsports        | Chevrolet   | Rapport |
| 16 | Summer 500                | Harry Gant      | Geoff Bodine                 | Tim Richmond     | Hendrick Motorsports        | Chevrolet   | Rapport |
| 17 | Talladega 500             | Bill Elliott    | Dale Earnhardt               | Bobby Hillin Jr. | Stavola Brothers Racing     | Buick       | Rapport |
| 18 | Budweiser at The Glen     | Tim Richmond    | Geoff Bodine                 | Tim Richmond     | Hendrick Motorsports        | Chevrolet   | Rapport |
| 19 | Champion Spark Plug 400   | Benny Parsons   | Bill Elliott                 | Bill Elliott     | Melling Racing              | Ford        | Rapport |
| 20 | Busch 500                 | Geoff Bodine    | Darrell Waltrip              | Darrell Waltrip  | Junior Johnson & Associates | Chevrolet   | Rapport |
| 21 | Southern 500              | Tim Richmond    | Tim Richmond                 | Tim Richmond     | Hendrick Motorsports        | Chevrolet   | Rapport |
| 22 | Wrangler Jeans Indigo 400 | Harry Gant      | Ricky Rudd                   | Tim Richmond     | Hendrick Motorsports        | Chevrolet   | Rapport |
| 23 | Delaware 500              | Geoff Bodine    | Ricky Rudd                   | Ricky Rudd       | Bud Moore Engineering       | Ford        | Rapport |
| 24 | Goody's 500               | Geoff Bodine    | Geoff Bodine                 | Rusty Wallace    | Blue Max Racing             | Pontiac     | Rapport |
| 25 | Holly Farms 400           | Tim Richmond    | Geoff Bodine                 | Darrell Waltrip  | Junior Johnson & Associates | Chevrolet   | Rapport |
| 26 | Oakwood Homes 500         | Tim Richmond    | Tim Richmond                 | Dale Earnhardt   | Richard Childress Racing    | Chevrolet   | Rapport |
| 27 | Nationwise 500            | Tim Richmond    | Morgan Shepherd              | Neil Bonnett     | Junior Johnson & Associates | Chevrolet   | Rapport |
| 28 | Atlanta Journal 500       | Bill Elliott    | Dale Earnhardt               | Dale Earnhardt   | Richard Childress Racing    | Chevrolet   | Rapport |
| 29 | Winston Western 500       | Tim Richmond    | Geoff Bodine                 | Tim Richmond     | Hendrick Motorsports        | Chevrolet   | Rapport |

## Slutställning
| Plats | Förare           | Poäng |
| ----- | ---------------- | ----- |
| 1     | Dale Earnhardt   | 4468  |
| 2     | Darrell Waltrip  | 4160  |
| 3     | Tim Richmond     | 4174  |
| 4     | Bill Elliott     | 3844  |
| 5     | Ricky Rudd       | 3823  |
| 6     | Rusty Wallace    | 3762  |
| 7     | Bobby Allison    | 3698  |
| 8     | Geoff Bodine     | 3678  |
| 9     | Bobby Hillin Jr. | 3546  |
| 10    | Kyle Petty       | 3537  |